# کایباب (آریزونا)
کایباب (به انگلیسی: Kaibab) یک منطقهٔ مسکونی در ایالات متحده آمریکا است که در شهرستان موهاوی، آریزونا واقع شده‌است. کایباب ۱۶٫۷۴ کیلومتر مربع مساحت و ۴۴۴ نفر جمعیت دارد و ۱٬۵۲۱ متر بالاتر از سطح دریا واقع شده‌است.